# Wilhelm von Zastrow (général, 1752)
Ne doit pas être confondu avec Wilhelm von Zastrow (général, 1779).
Friedrich Wilhelm Christian von Zastrow (né le 22 décembre 1752 à Neuruppin et mort le 22 juillet 1830 au château de Bied près de Colombier sur le lac de Neuchâtel) est un général d'infanterie prussien et ministre d'État au ministère des Affaires étrangères.

## Biographie

### Origine
Friedrich est issu de la famille noble von Zastrow. Il est le fils du major prussien Christian von Zastrow (1714-1758) et de son épouse Christiane Auguste, née von Boden (1721-1776), fille du ministre prussien des Finances August Friedrich von Boden (de) (1682-1762).
Son frère est le général August Friedrich Wilhelm Franz von Zastrow. Sa sœur Wilhelmine (1754-1815) est mariée au général prussien Johann Adolph von Lützow (1748-1819). Le général Adolf von Lützow est son neveu.

### Carrière militaire
Après l'académie de chevalerie de Brandebourg-sur-la-Havel, Zastrow rejoint le régiment de carabiniers du Corps de l'armée prussienne au début de mai 1766 en tant qu'Estandartenjunker. À la demande du roi, il est transféré au 13e régiment d'infanterie "von Wylich und Lottum" fin septembre 1766, où il est promu sous-lieutenant à la mi-mars 1774. En janvier 1778, Zastrow présente à Frédéric II un plan pour qu'une armée autrichienne avance de Bohême à travers la Saxe vers Spandau. Le roi en est si enthousiaste qu'il lui décerne par la suite l'ordre Pour le Mérite. En avril 1778, Zastrow devient second adjudant à l'Inspection de l'infanterie de Berlin sous les ordres du général von Ramin. À ce poste, il participe à la guerre de Succession de Bavière et, début avril 1785, devient adjudant du général von Brünneck. Après avoir été promu capitaine de l'armée fin septembre 1786, Zastrow devint le 4 décembre 1786 adjudant-inspecteur auprès de l'inspection poméranienne de l'infanterie. A Noël 1789, il est nommé major et commandant de compagnie dans le 17e régiment d'infanterie "von Brünneck" à Köslin. Le 7 octobre 1790, il est transféré au 7e régiment d'infanterie "von Owstin (de)"
Fin décembre 1792, Frédéric-Guillaume II nomme Zastrow son adjudant d'aile à son quartier général de Francfort-sur-le-Main. À ce poste, il participe au siège de Mayence. Zastrow accompagne ensuite le roi en Pologne, où, après avoir vaincu l'insurrection de Kościuszko, il est promu lieutenant-colonel en reconnaissance de sa contribution. À la mi-décembre 1794, il devient adjudant général, accède au grade de colonel début janvier 1796 et, à partir de janvier 1798, chef du corps des chasseurs à cheval et, à partir de fin novembre 1800, également chef du 39e régiment d'infanterie « von Crousaz (de) ». Avec sa promotion au grade de major général, il quitte en mai 1801 ses fonctions d'adjudant général et de chef du corps des chasseurs à cheval.
Après que le roi l'a envoyé à Saint-Pétersbourg en mai 1805 avec pour mission de sonder la participation de la Prusse à la coalition contre la France, Zastrow reprend ensuite son régiment et est en outre nommé en avril 1806 inspecteur général de l'inspection de la Prusse du Sud par l'infanterie. Au début de la guerre de la Quatrième Coalition, il est nommé au quartier général du roi et participe à sa place à la bataille d'Iéna. Il est alors chargé, avec le ministre d'État Girolamo Lucchesini, de négocier la paix avec Napoléon. En décembre, Zastrow prend la place du comte von Haugwitz démissionnaire, au ministère des Affaires étrangères. En 1807, il est nommé ministre secret d'État et du Cabinet ainsi que chef du département des Affaires étrangères. La même année, il est promu lieutenant-général et reçoit en même temps le commandement de l'infanterie du corps du général von L'Estocq. Zastrow refuse cependant cette affectation et demanda à être libéré, ce qui lui est accordé le 1er juin 1807.
En mai 1813, Zastrow demande à être réintégré, devient chef de toute la Landwehr à établir en Silésie et un mois plus tard devient gouverneur militaire entre la Vistule et la frontière russe. Le 8 juin 1814, il est transféré aux officiers de l'armée. À la mi-mars 1815, il est chargé d'inspecter les troupes de l'électeur de Hesse et des ducs de Nassau, de Mecklembourg et d'Anhalt. Une fois cette mission terminée, Zastrow est envoyé à Cassel du 29 mars 1815 au 19 avril 1817, puis envoyé extraordinaire et ministre plénipotentiaire (de) à Munich. En cette qualité, il reçoit l'ordre de Saint-Hubert. Enfin, le 4 mai 1823, Zastrow devient gouverneur des principautés de  Neuchâtel et Valangin. Le roi Frédéric-Guillaume III III lui rend hommage en lui décernant l'ordre de l'Aigle noir fin septembre 1823 et lui confère le caractère de général d'infanterie le 30 mars 1824. Il assiste au couronnement du roi Charles X en mai 1825 en tant qu'ambassadeur extraordinaire à Paris.

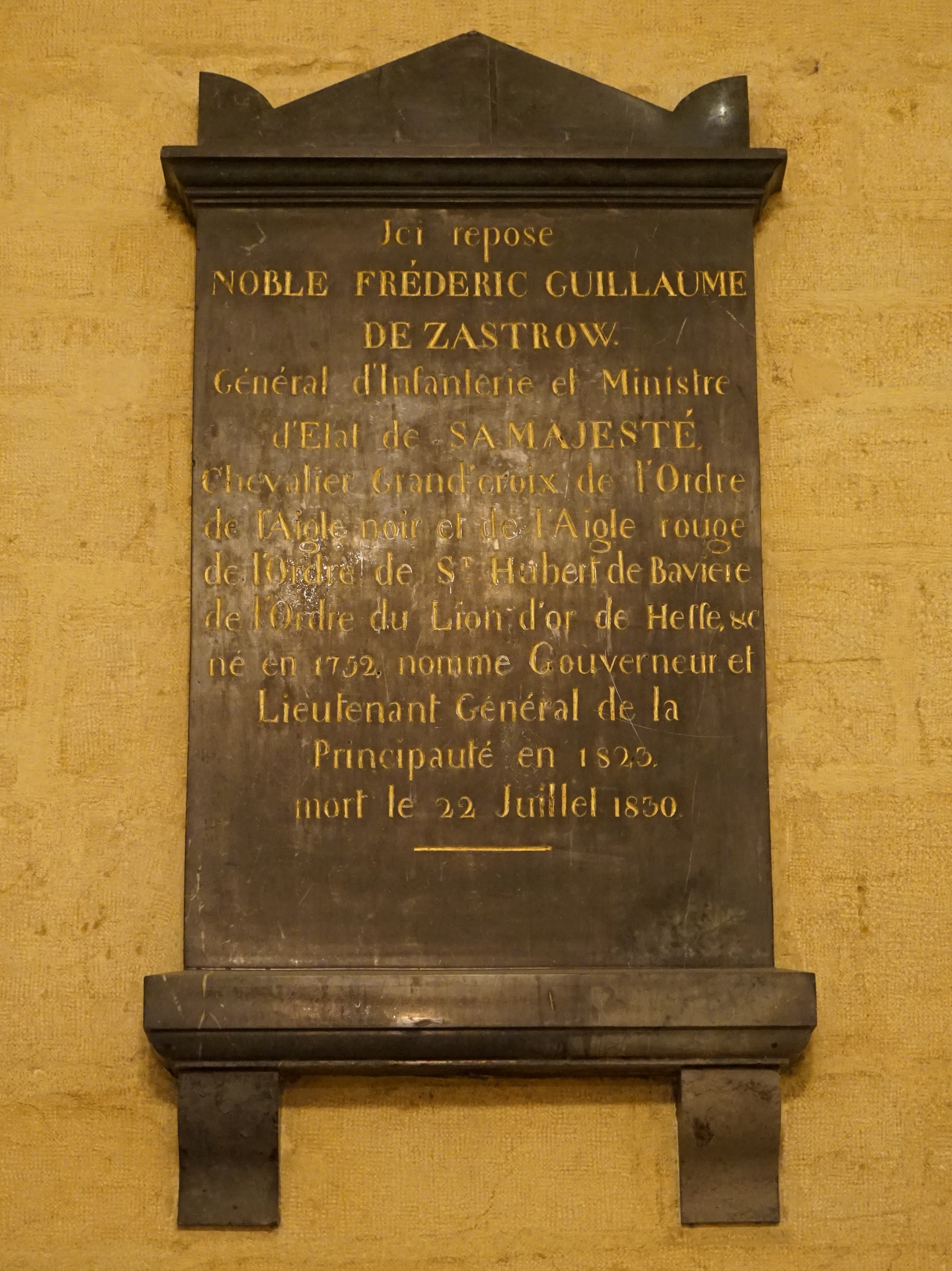
Tombeau à Neuchâtel

Zastrow était également gouverneur de Barten, seigneur de Baudach près de Crossen-sur-l'Oder, Lagow dans l'arrondissement de Sternberg-Est, Deutsch Presse dans l'arrondissement de Schmiegel et Wielichowo dans l'arrondissement de Kosten. Il meurt au château du Bied près de Colombier sur le lac de Neuchâtel et est inhumé dans la Collégiale de Neuchâtel.

### Famille
Zastrow est marié depuis 1781 avec Louise baronne von Langenthal. Après le divorce de ce mariage en 1784, il se marie avec Friederike Dorothea Lüdemann (1767-1840) en 1787. De ces deux mariages sont nés au total quatorze enfants, dont:
- Karl Ludwig (de) (1784-1835), général de division prussien, marié en :
  - 1815 (divorce en 1829) Maria von Pourtalès (1797–1868)
  - 1833 Editha Sophie von Miltitz (1810-1864), fille du général Dietrich von Miltitz (de)
- August (1794–1865), lieutenant-colonel prussien marié en 1827 avec Rosalie von Meuron (1808–1862)
- Otto (1798–1872), lieutenant prussien et chamberlain marié en 1825 avec Louise Gérandin du Dorat (1806–1879)